# Isaac Kakino De Paz
Isaac Kakino De Paz, né le 12 juillet 1919 à Tunis et mort le 21 décembre 1983 à Gonesse, est un chef d'orchestre et musicien tunisien.

## Biographie
Ayant perdu la vue durant son enfance, il trouve le réconfort dans les instruments de musique dont il perce les secrets et qu'il apprivoise, au point de devenir un virtuose passant avec une grande facilité du qanûn au violon et du oud au piano, avec une préférence pour l'accordéon.
Son talent lui permet d'intégrer l'Orchestre municipal de Tunis ainsi que l'orchestre de La Rachidia dont il fait partie pendant une dizaine d'années, jusqu'à son départ pour la France en 1956. Il est également chef d'orchestre à Radio Tunis en 1949 et exécute une soirée musicale hebdomadaire. Les troupes musicales se disputent alors ses services ; l'une de ses dernières apparitions à Tunis est celle où il accompagne la cantatrice Fethia Khaïri lors des galas du mois de ramadan 1955 ; il y avait également la chanteuse Saliha, les chanteurs Ezzedine Idir et Mohamed Ahmed ainsi que les musiciens Ahmed Kalaï (luth) et Abdelmajid Harakati (violoncelle).
À Paris, il continue à enchanter les amateurs de musique orientale et accompagne plusieurs chanteurs comme Enrico Macias. 
Même s'il est difficile de reconstituer son répertoire, on se souvient de certaines de ses compositions comme les succès de Hassiba Rochdi, Tal alaya talla (طل عليا طلة) sur des paroles de Mohamed Jamoussi et Yamma el fekr ehtar (ياأمه الفكر احتار) sur des paroles d'Ahmed Gherairi, et quelques morceaux enregistrés par Radio Tunis.